# Coupe intercontinentale 2003
La Coupe intercontinentale 2003 est la 42e édition de la Coupe intercontinentale. Le match oppose le Club Atlético Boca Juniors, vainqueur de la Copa Libertadores 2003 à l'Associazione Calcio Milan, vainqueur de la Ligue des champions de l'UEFA 2002-2003.
Le match arbitré par le Russe Valentin Ivanov, se déroule à l'International Stadium Yokohama au Japon devant 66 757 spectateurs. Les deux clubs ne se départagent pas ni au bout des 90 minutes réglementaires (1-1) ni durant la prolongation où aucun but n'est marqué. Le CA Boca Juniors l'emporte 3-1 lors de la séance de tirs au but. L'Argentin Matías Donnet est élu homme du match. En 2017, le Conseil de la FIFA a reconnu avec document officiel (de jure) tous les champions de la Coupe intercontinentale avec le titre officiel de clubs de football champions du monde, c'est-à-dire avec le titre de champions du monde FIFA, initialement attribué uniquement aux gagnants de la Coupe du monde des clubs FIFA.

## Feuille de match
| 14 décembre 2003 | Boca Juniors                           | 1 - 1 ap          | AC Milan                                 | International Stadium Yokohama, Yokohama         |                                                  |
| 19h20            | Donnet 29e                             |                   | Tomasson 23e                             | Spectateurs : 66 757 Arbitrage : Valentin Ivanov | Spectateurs : 66 757 Arbitrage : Valentin Ivanov |
| 19h20            | Rapport                                |                   |                                          | Spectateurs : 66 757 Arbitrage : Valentin Ivanov | Spectateurs : 66 757 Arbitrage : Valentin Ivanov |
| 19h20            | Schiavi · Battaglia · Donnet · Cascini | Tirs au but 3 - 1 | Pirlo · Rui Costa · Seedorf · Costacurta | Spectateurs : 66 757 Arbitrage : Valentin Ivanov | Spectateurs : 66 757 Arbitrage : Valentin Ivanov |

| Boca Juniors | Milan |

| BOCA JUNIORS : |    |                            |                |     |
|                |    |                            |                |     |
| G              | 1  | Roberto Abbondanzieri      |                |     |
| D              | 14 | Luis Amaranto Perea        |                |     |
| D              | 6  | Nicolás Burdisso           |                |     |
| D              | 3  | Clemente Rodríguez         |                |     |
| D              | 2  | Rolando Schiavi            |                |     |
| M              | 8  | Diego Cagna                |                |     |
| M              | 18 | Matias Donnet              | Homme du match |     |
| M              | 22 | Raúl Alfredo Cascini       |                |     |
| M              | 5  | Sebastian Battaglia        |                |     |
| A              | 10 | Iarley                     |                |     |
| A              | 7  | Guillermo Barros Schelotto |                | 73e |
| Remplaçants :  |    |                            |                |     |
| G              | 12 | Wilfredo Caballero         |                |     |
| D              | 13 | Diego Crosa (en)           |                |     |
| D              | 4  | Pablo Jerez (en)           |                |     |
| M              | 20 | Javier Villarreal (en)     |                |     |
| M              | 16 | Fabián Vargas              |                |     |
| A              | 11 | Roberto Colautti           |                |     |
| A              | 9  | Carlos Tévez               |                | 73e |
| Entraîneur :   |    |                            |                |     |
| Carlos Bianchi |    |                            |                |     |

| AC MILAN :      |    |                       |  |      |
|                 |    |                       |  |      |
| G               | 12 | Dida                  |  |      |
| D               | 19 | Alessandro Costacurta |  |      |
| D               | 3  | Paolo Maldini         |  |      |
| D               | 2  | Cafu                  |  |      |
| D               | 26 | Giuseppe Pancaro      |  |      |
| M               | 8  | Gennaro Gattuso       |  | 102e |
| M               | 21 | Andrea Pirlo          |  |      |
| M               | 20 | Clarence Seedorf      |  |      |
| M               | 22 | Kaká                  |  | 77e  |
| A               | 7  | Andriy Shevchenko     |  |      |
| A               | 15 | Jon Dahl Tomasson     |  | 69e  |
| Remplaçants :   |    |                       |  |      |
| G               | 77 | Christian Abbiati     |  |      |
| D               | 24 | Martin Laursen        |  |      |
| D               | 4  | Kakha Kaladze         |  |      |
| M               | 27 | Serginho              |  |      |
| M               | 10 | Rui Costa             |  | 77e  |
| M               | 23 | Massimo Ambrosini     |  | 102e |
| A               | 9  | Filippo Inzaghi       |  | 69e  |
| Entraîneur :    |    |                       |  |      |
| Carlo Ancelotti |    |                       |  |      |

| Homme du match : Matias Donnet (Boca Juniors) |